# John Peake Knight
John Peake Knight (Nottingham, 13 de enero de 1828-23 de julio de 1886) cursó la educación secundaria en la Nottingham High School. Más tarde fue el superintendente de ferrocarriles de Londres. En la época de la Inglaterra industrial, saturada, creó con su gran ingenio el que sería uno de los inventos más extendidos en el mundo. Este primer semáforo no es el que conocemos en la actualidad, ya que era un rotativo de gasolina con un farol rojo y una luz verde muy similar a las señales de ferrocarril de la época. El semáforo se instaló originalmente cerca de la Cámara de los Comunes del Reino Unido en Londres, en la intersección de las calles George y Bridge (SW1). Este mecanismo de luces empezó a usarse en 1869 y fue retirado en 1870.
En 1910, Earnest Sirrine mejoró el mecanismo de la luz haciéndolo automático, pero también cambiando las luces roja y verde a las palabras que decían proceder y detener (proceed y stop).
En 1912, Lester Wire optó por regresar a las luces rojas y verdes. Sin embargo, esta vez, las luces eléctricas sustituyeron a las lámparas originales que funcionaban con gasolina.
Está sepultado en el Brompton Cemetery de Londres.